# Метагидроксид железа
Метагидроксид железа — сложное неорганическое вещество с химической формулой FeO(OH). Является амфотерным гидроксидом с преобладанием основных свойств. Является продуктом атмосферной коррозии железа. Окрашен в светло-коричневый цвет, тёмно-оранжевый или жёлтый цвет, в зависимости от степени гидратации, размера и формы частиц, а также от их кристаллической структуры. 

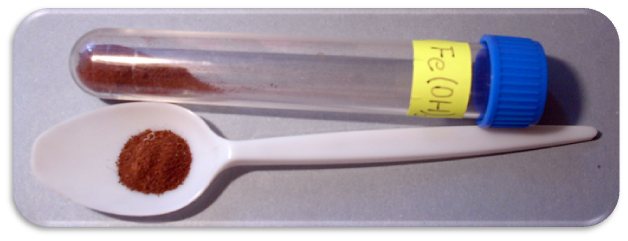
Пример вещества

## Свойства
При нагревании разлагается без плавления до воды и оксида железа(III). Не растворяется в воде. Осаждается из раствора в виде бурого аморфного полигидрата Fe2O3 · nH2O, который при выдерживании под разбавленным щелочным раствором или при высушивании переходит в FeO(OH). Проявляет слабые окислительные и восстановительные свойства.

## Получение
Осаждение из раствора солей железа(III) гидрата Fe2O3 · nH2O и его частичное обезвоживание.
В природе — оксидная руда железа лимонит Fe2O3 · nH2O и минерал гётит FeO(OH).

## Реакции
Реагирует с кислотами, твердыми щелочами.
1. Взаимодействие с разбавленной соляной кислотой:
{\displaystyle {\mathsf {FeO(OH)+3HCl\longrightarrow FeCl_{3}+2H_{2}O}}}
2. Взаимодействие с водородом:
{\displaystyle {\mathsf {2FeO(OH)+3H_{2}\longrightarrow 4H_{2}O+2Fe}}}

## Применение
Применяется как основа желтых минеральных красок и эмалей, поглотитель отходящих газов, катализатор в органическом синтезе.